# Gemeinde Shtime
Die Gemeinde Shtime (albanisch Komuna e Shtimes, serbisch Општина Штимље Opština Štimlje) ist eine Gemeinde im Kosovo. Sie liegt im Bezirk Ferizaj. Verwaltungssitz ist die Stadt Shtime.
Gegründet wurde die Gemeinde Shtime 1988, davor war das Gebiet Teil der Gemeinde Ferizaj.

## Geographie
Die Gemeinde Shtime befindet sich im Zentrum des Kosovo. Im Süden grenzt sie an die Gemeinde Ferizaj, im Norden an die Gemeinde Lipjan sowie im Westen an die Gemeinde Suhareka. Insgesamt befinden sich 23 Dörfer in der Gemeinde, ihre Fläche beträgt 134 km². Zusammen mit den Gemeinden Ferizaj, Kaçanik, Han i Elezit und Štrpce bildet sie den Bezirk Ferizaj.

## Bevölkerung
Die aktuellste amtliche Schätzung von 2021 beziffert die Einwohnerzahl der Gemeinde auf 27.449.
Die Volkszählung aus dem Jahr 2011 ergab für die Gemeinde Shtime eine Einwohnerzahl von 27.324, davon bekannten sich 26.447 (96,79 %) als Albaner, 750 als Aschkali, 49 als Serben, 23 als Roma, 20 als Bosniaken und 13 Einwohner gaben an, einer anderen Ethnie anzugehören.
Von den 27.324 Einwohnern in der Gemeinde bekannten sich 27.224 Einwohner als Muslime, 56 als Orthodoxe, sieben Personen gaben an, römisch-katholisch zu sein, 15 gaben keine Antwort oder waren konfessionslos.
| Zensus    | 1948  | 1953   | 1961   | 1971   | 1981   | 1991   | 2011   | 2021   |
| --------- | ----- | ------ | ------ | ------ | ------ | ------ | ------ | ------ |
| Einwohner | 9.834 | 10.877 | 12.513 | 15.528 | 19.952 | 23.506 | 27.324 | 27.449 |

| Ethnie    | Albaner | Serben | Türken | Bosniaken | Roma | Aschkali | Goranen | Andere | Unbekannt |
| --------- | ------- | ------ | ------ | --------- | ---- | -------- | ------- | ------ | --------- |
| Einwohner | 26.447  | 49     | 1      | 20        | 23   | 750      | 2       | 13     | 19        |

| Religion  | Muslime | Orthodoxe | Katholiken | Atheisten | Andere | Unbekannt | Antwort verweigert |
| --------- | ------- | --------- | ---------- | --------- | ------ | --------- | ------------------ |
| Einwohner | 27.224  | 56        | 7          | 1         | -      | 22        | 14                 |

## Orte
| Albanisch        | Serbisch       | Einwohnerzahl (Volkszählung 2011) |
| ---------------- | -------------- | --------------------------------- |
| Belinca          | Belince        | 809                               |
| Carraleva        | Crnoljevo      | 1146                              |
| Davidoc          | Davidovce      | 744                               |
| Devetak          | Devetak        | 0                                 |
| Duga             | Duga           | 0                                 |
| Gllavica         | Glavica        | 544                               |
| Godanc i Epërm   | Gornje Godance | 1304                              |
| Godanc i Poshtëm | Donje Godance  | 1330                              |
| Gjurkoc          | Đurkovce       | 1132                              |
| Karaçica         | Karačica       | 7                                 |
| Llanishta        | Lanište        | 73                                |
| Mollopolc        | Malopoljce     | 1062                              |
| Muzeqina         | Mužičane       | 1324                              |
| Petrova          | Petrovo        | 2543                              |
| Petroviq         | Petrović       | 1566                              |
| Pjetërshtica     | Petraštica     | 1495                              |
| Ranca            | Rance          | 122                               |
| Rashinca         | Rašince        | 992                               |
| Reçak            | Račak          | 1638                              |
| Shtime           | Štimlje        | 7255                              |
| Topilla          | Topilo         | 99                                |
| Vojnoc           | Vojinovce      | 1238                              |
| Zborca           | Zborce         | 901                               |